# Code Pink
Code Pink: Women for Peace (sovint abreujat com CODEPINK) és una ONG activa internacionalment que es descriu com un "moviment de pau i justícia social que treballa per acabar amb les guerres i ocupacions finançades pels Estats Units, per desafiar el militarisme a escala mundial i per redirigir els nostres recursos a la salut i cura, educació, treballs mediambientals i altres activitats que afirmen la vida". A més del seu enfocament en qüestions contra la guerra, també ha actuat en qüestions com els drons, el Centre de detenció de Guantànamo, l'estat palestí, l'acord nuclear de l'Iran, Aràbia Saudita i DMZ Women Cross.
L'organització es caracteritza per haver estat fundada per dones. I té oficines regionals a Los Angeles, Califòrnia i Washington, DC, i molts més capítols als Estats Units, així com diversos d'altres països.
Amb els membres que portaven un signe de color rosa, Code Pink ha realitzat desfilades, protestes i accions de gran visibilitat per promoure els seus objectius. Tot i que les dones van iniciar i dirigir el grup, Code Pink anima la gent de tots els gèneres a participar en les seves activitats.

## Història

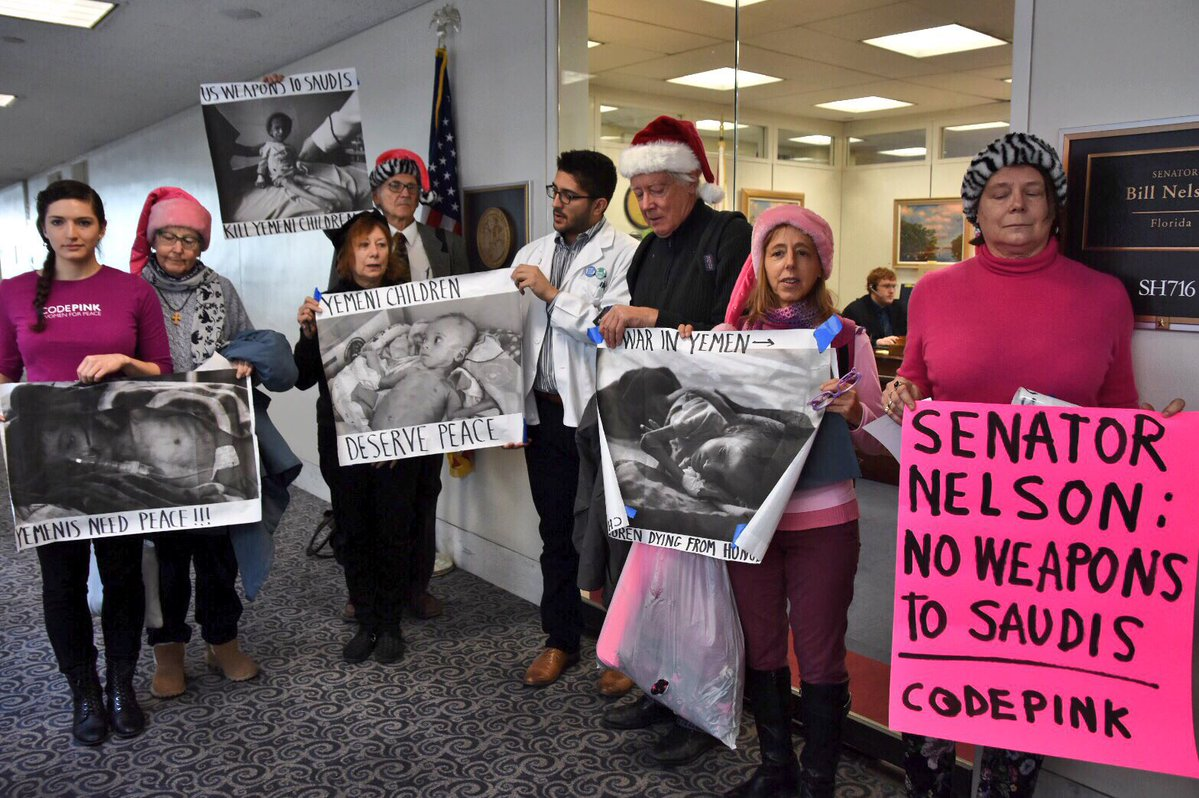
Code Pink protestant contra els senadors demòcrates que van donar suport a la intervenció dirigida per Àrabia Saudita al Iemen, el desembre de 2017

Code Pink va ser fundada el 17 de novembre del 2002 per les nord-americanes Jodie Evans, Medea Benjamin i altres activistes. El nom del grup prové del sistema d'alerta codificada per colors del Departament de Seguretat Nacional dels Estats Units en què, per exemple, Code Orange i Code Red signifiquen el nivell més alt de perill.
El febrer del 2003, poques setmanes abans de la invasió de l'Iraq, Code Pink va organitzar el seu primer viatge a aquesta nació i, posteriorment, va dirigir cinc delegacions. Aquestes delegacions incloïen pares que havien perdut els fills a l'Iraq i pares de soldats en actiu. A més, van portar sis dones iraquianes en una gira pels Estats Units i van publicar un informe sobre com l'ocupació dels Estats Units va afectar l'estat de les dones iraquianes.
Al seu lloc web, Code Pink recull les denúncies de crims de guerra dels Estats Units i afirma que el 2004 van morir milers de civils a Fallujah a causa de les accions de l'exèrcit nord-americà. Juntament amb altres grups, van concedir més de 600.000 dòlars d'ajuda humanitària als refugiats de Fallujah el 2004.
El 2014, Code Pink va ser guardonat amb el Premi de la Pau dels Estats Units per la US Peace Memorial Foundation "In Recognition of Inspirational Antiwar Leadership and Creative Grassroots Activism".

### Demostracions al Centre Mèdic Walter Reed
Code Pink s'ha unit a les seves vigílies al Walter Reed Medical Center de Washington, DC. I el grup ha estat criticat per algunes accions en aquestes vigílies com ara mostrar taüts i cantar consignes agressives. En parlar sobre la mostra de taüts, Kevin Pannell, un amputat i antic pacient de l'hospital, va dir que "probablement era el més desagradable que havia vist mai. Hi vam passar un dia i m'hi vaig dirigir [a les manifestants contra la guerra] i van disposar a la vorera un munt de taüts drapejats amb la bandera. Ja sabeu que el 95 per cent dels nois als llits de l'hospital van perdre han sofert alguna pèrdua greu i la culpa dels supervivents és el pitjor que poden fer front". A les persones que van ofendre els càntics i signes agressius, Code Pink va respondre que alguns dels manifestants pertorbadors no formaven part del seu grup i que van demanar que aquests manifestants fossin respectuosos. Code Pink digué que l'objectiu de les vigílies era posar en relleu la manca d'atenció als veterans i afirma que les vigílies han ajudat a aportar millores en aquesta cura.

### Entrevista de Tucker Carlson
El 2007, el presentador i entrevistador Tucker Carlson va criticar la líder de pink code Medea Benjamin pel seu suport al president veneçolà, Hugo Chávez. Benjamin va ser citada i acusada als mitjans de comunicació nord-americans d'haver elogiat Chávez i dit que la suspensió de la llibertat d'expressió i els drets civils a Veneçuela era un mite.
En una entrevista al programa MSNBC de Carlson, Benjamin va ser preguntada: "Voleu opinar sobre allò de la notícia que Hugo Chávez ha tancat l'última emissora de televisió nacional opositora després d'haver-lo criticat?" Benjamin va respondre que no era fals i que Chávez simplement no va renovar la llicència perquè l'emissora "va participar en un cop contra un govern elegit democràticament, el seu govern [de Chávez]". Benjamin també va dir que "el Perú recentment no ha renovat una llicència. L'Uruguai no ha renovat una llicència. Per què manteniu que Veneçuela en un estàndard diferent?".
Carlson va respondre que un llibre publicat pel govern veneçolà de 360 pàgines acusava RCTV de mostrar falta de respecte per les autoritats i les institucions. Carlson va preguntar a Benjamin: "Pensaria que, com a liberal autodescrita, defensaria el dret de les persones a desafiar les 'autoritats i les institucions'. I, així i tot, demaneu disculpes per l'atac de les opinions minoritàries. Per què podria ser això?" Benjamin va respondre: "Ells [RCTV] van falsificar la informació. Van treure gent al carrer. Van falsificar les imatges que van mostrar als partidaris de Chávez matant persones, cosa que no va passar. I es neguen a cobrir cap de les manifestacions pro-Chávez.".

### Ground the Drones
A l'estiu de 2009, Code Pink va iniciar la seva campanya "Ground the Drones" (a terra els drons). Aquesta campanya va ser una resposta a l'ús continuat i augmentat de l'administració Obama de drons no tripulats en la "guerra contra el terror", específicament a les regions del Pakistan i l'Afganistan. Code Pink va afirmar que molts dels atacs de drons destinats i dirigits a terroristes i fortaleses solen fallar als seus objectius, provocant la mort innecessària de civils innocents.
"Ground the Drones" es va dissenyar com una forma de desobediència civil i no violenta, similar a les protestes anteriors a la primavera, per grups com Voices for Creative Non Violence. Code Pink va dirigir-se a la base de la Força Aèria Creech a Indian Springs, Nevada, i va afirmar que era l'epicentre per controlar l'activitat del drone. L'objectiu de la protesta era "detenir els atacs dels avions no tripulats controlats mitjançant enllaços per satèl·lit de Creech i altres bases". El grup va continuar protestant a Creech AFB fins al novembre i desembre de 2009. Code Pink va tornar a Creech AFB l'octubre de 2011, juntament amb altres grups de protesta, per marcar el desè aniversari de l'ocupació de l'Afganistan. Els manifestants la van anomenar com la "major manifestació antiguerra que hi ha hagut a la base de la força aèria de Creech.
L'agost de 2013, el coordinador nacional de Code Pink, Alli McCracken, va irrompre la cimera anual deAerial Unmanned Vehicles Systems Integrated a Washington, DC. Durant un discurs que defensava la total automatització de drons no tripulats, McCracken va interrompre cridant "Voleu parlar de les persones innocents que han estat assassinades pels drons?", Mentre alçava una pancarta "STOP KILLER DRONES", i posteriorment va ser escortada fins a fora del recinte per efectius de seguretat.
El novembre de 2013, Code Pink va organitzar una cimera "Ground the Drones". La cimera va tenir lloc durant dos dies i es va celebrar a la Universitat de Georgetown, a Washington, DC. Va projectar pel·lícules relacionades amb la guerra de drons, així com una varietat de ponents convidats de diverses organitzacions de drets humans i llibertats civils. Entre els temes de la cimera es van trobar arguments ètics i legals sobre la guerra de drons, així com la preocupació per l'ús de drons domèstics.
"Ground the Drones" també ha intentat implicar ciutadans nord-americans en la lluita per acabar amb la guerra de drons. El lloc web de Code Pink aconsella als lectors que prenguin mesures entre diverses maneres, contactant amb els seus representants locals, organitzant projeccions de cinema i distribuint fulletons.

### Protesta a la festa de Halloween 2009 a la Casa Blanca
El 31 d'octubre de 2009, Code Pink va organitzar una manifestació de protesta a la Casa Blanca per coincidir amb la festa oficial de Halloween del president Barack Obama. Com que molts dels convidats eren membres de la família del personal militar, el comunicat de Code Pink va animar als assistents a vestir-se com a "soldats zombies". L'esdeveniment va obtenir certa notorietat quan van aparèixer queixes sobre la caracterització de Reuters de la seva protesta com a nens "desconcertants".

### Activitats a Gaza
Code Pink ha organitzat més de set delegacions a Gaza, algunes d'elles per invitació de les Nacions Unides. Des de llavors, els crítics han acusat Code Pink de treballar "estretament amb organitzacions terroristes i estats patrocinadors del terrorisme a Gaza i l'Iran. Abans de la Marxa de la Llibertat de Gaza, Code Pink va aprovar la "Declaració del Caire per acabar amb l'apartheid israelià", que demana un boicot a Israel.
Durant la Marxa de la Llibertat de Gaza, la cofundadora Medea Benjamin de Code Pink, va coordinar l'estada de l'organització amb el grup fonamentalista Hamas. Els membres residien a la Commodore, un hotel propietat de Hamas a la ciutat de Gaza. Els funcionaris de seguretat de Hamas van acompanyar els activistes mentre visitaven cases palestines i ONGs amb seu a Gaza. Abans de la marxa, Benjamin va dir que el govern de Hamas s'havia compromès a vetllar per la seva seguretat. Tot i això, els líders de Code Pink van afirmar que Hamas havia segrestat la iniciativa des del començament després d'imposar prohibicions als moviments de l'organització al voltant de Gaza. Amira Hass es va referir a l'esdeveniment com "una oportunitat per als ministres del gabinet de Hamas per obtenir una cobertura mediàtica digna en companyia de manifestants occidentals".
Code Pink va ajudar a organitzar una delegació del Dia Internacional de la Dona a Gaza el març del 2014. A l'arribada a l'aeroport del Caire el 3 de març de 2014, Medea Benjamin va ser detingut i agredit per autoritats egípcies. Va ser deportada a Turquia després que les autoritats li havien dislocat l'espatlla. També van ser deportats altres membres de la delegació internacional, entre ells ciutadanes nord-americanes, franceses, belgues i britàniques, que van arribar l'endemà. Alguns membres van arribar al Caire, tot i que ningú de la delegació va arribar a Gaza.

### Protestes: NRA, Síria i Estat Islàmic
Manifestants de Code Pink van estar presents a la primera conferència de premsa de la National Rifle Association (NRA) després del tiroteig a la Sandy Hook Elementary School, on el vicepresident executiu de la NRA, Wayne LaPierre, va defensar la col·locació de guàrdies armats a les escoles i va dir que era "l'única manera d'aturar un dolent és amb una pistola i un bon noi amb aquesta pistola".
Una desena d'activistes de Code Pink s'han manifestat al Congrés dels Estats Units contra els atacs militars en represàlia pel presumpte ús de les armes químiques de Síria contra la seva pròpia gent.
I activistes de Code Pink també s'han manifestat a Capitol Hill contra la intervenció nord-americana a Síria i l'Iraq per aturar ISIS.

### Arrests durant audiència del Senat
Les manifestants de Code Pink es van presentar als auditoris del senat als serveis de les armes per escoltar Henry Kissinger i el van titllar a ell i també el senador John McCain de "criminals". El senador McCain va restablir l'ordre i va demanar que el Sergent d'Arms i la policia de Capital Hill escoltessin Code Pink fora de l'edifici i els van cridar: "Get out of here you lowlife scum!" (que es podria traduir com "Que surti d'aquí aquesta púrria!").
La membre de Code Pink Desiree Fairooz va ser arrestada per riure després d'una intervenció del senador d'Alabama Richard Shelby dirigida al Senador Jeff Sessions que deia que el "tractament a tots els americans igual sota la llei és una afirmació clara i ben documentada", el gener de 2017 davant del Fiscal general dels Estats Units. Després d'haver estat condemnada a judici, el jutge cap de la Cort de Districte, Robert Morin, va revertir aquest veredicte. El jutge va dir que Fairooz no hauria d'haver-hi estat reprovada per riure, només per parlar fora mentre sigui treta, i haver cridat. En comptes de rebutjar el cas, Morin posposà el seu judici pel setembre següent. Fairooz fariafront a fins a un any dins presó i 2,000$ en multes per interrompre i provocar desordre, obstruint i impedint la tasca del Capitol. El 6 de novembre de 2017, al Districte de Colúmbia Jessie K. Liu va arxivar el cas en contra de Desiree Fairooz. A la decisió, la membre de Code Pink va declarar, a alliberar una declaració anomenant als tres processos una pèrdua de temps i desenes de milers de dòlars dels contribuents, i afegí: "Aquestes situacions estan dissenyades per descoratjar la dissidència i evitar que els activistes es puguin implicar en les protestes diàries que es produeixen durant un temps tumultuós". A partir de les protestes del 20 de gener per la inauguració de Donald Trump, el Departament dels Estats Units de Justícia persegueix 200 persones amb múltiples acusacions de delicte.

### Suport a programes d'armes iranianes
El març de 2019 mentre visitaven Iran, representants de Code Pink varen donar suport a la tecnologia de míssil en desenvolupament a l'Iran, dient "ja que els Estats Units tenen bases militars al voltant de l'Iran, l'Iran té el dret d'actualitzar la seva capacitat de defensa".

### Ocupació de l'ambaixada venesolana dins Washington DC
Durant la Crisi presidencial veneçolana del 2019, el govern nord-americà va trencar relacions amb l'administració de Nicolás Maduro i va reconèixer Juan Guaidó com el president suplent de Veneçuela. El 10 d'abril de 2019, després que l'administració de Maduro retirés els seus diplomàtics de l'ambaixada veneçolana a Washington, activistes nord-americanes de Code Pink van rebre acreditacions diplomàtiques i entraren a l'edifici, assegurant les entrades amb cadenes i cadenats mentre Carlos Vecchio, ambaixador de Guaidó als Estats Units intentava accedir a l'edifici. El govern dels estats units considerava l'ambaixada com a propietat del govern interí de Guaidó. Es produïren enfrontaments el maig 2019 entre activistes pro i anti Guaidó, i manifestants veneçolans d'ambdós bàndols varen ser arrestats. Les autoritats nord-americanes van emetre un avís de desnonament contra el grup el 14 de maig. Els últims quatre activistes varen ser trets de l'ambaixada per agents nord-americans al servei de Seguretat Diplomàtica del departament Estatal i el Servei Secret nord-americà el 16 de maig.
Al final de juliol de 2019, alguns membres de Code Pink van ocupar l'ambaixada de Veneçuela durant el Foro de São Paulo. Maduro va posar en fotografies amb el grup i els va premiar amb regals, incloent-hi un llibre sobre Simón Bolívar i una rèplica de l'espasa de Bolivar.

### Dia nacional d'acció per retirar les tropes d'Iraq
Tot seguit després de l'assassinat de Qasem Soleimani, dirigent a l'Iran de la Força Quds, i de Abu Mahdi al-Muhandis, dirigent de les Forces de Mobilització Popular d'Iraq mort per un atac de dron a l'aeroport de Bagdad, Code Pink juntament amb altres grups de la societat civil varen declarar el "dia nacional de l'acció" a 30 grans ciutats dels Estats Units per demanar la retirada de les tropes de l'Iraq. Milers de manifestants marxaren a 80 ciutats a través del país per protestar contra una llavors possible guerra contra Iran.